# フランツ・シュミット
フランツ・シュミット（Franz Schmidt、1874年12月22日 プレスブルク - 1939年2月11日 ペルヒトルツドルフ）は、後期ロマン派に属するオーストリアの作曲家。

## 人物・来歴
プレスブルク（現在はスロヴァキアの首都ブラチスラヴァ）に生まれる。ピアノを短期間テオドール・レシェティツキーに学ぶが、そりが合わなかった。1888年に家族と共にウィーンに転居し、ウィーン音楽アカデミーにて作曲をロベルト・フックスに、チェロをフェルディナント・ヘルメスベルガーに師事、1896年に「優秀賞」を得て卒業した。ウィーン宮廷歌劇場管弦楽団にチェリストの座を射止めて（しばしばマーラーの指揮の下に）、1914年まで演奏した（同オーケストラに就職する際、13人のライバル候補を蹴落としたといわれる）。
また、他にもピアニストとしてコンサートを開催したり、ウィーン音楽アカデミーでチェロ、ピアノ、作曲、音楽理論を教えたりしていた。シュミットに教えを受けたウィーン・フィルハーモニー管弦楽団の団員たちは、畏怖の念をもって師のことを語った。
なお、指揮者としてウィーン・フィルハーモニー管弦楽団を指揮することもあったが、団員のオットー・シュトラッサーはシュミットの指揮について、「そもそも作曲家なるものが必ずしも自己の創作の最上の解釈者たるべきとは限らない事実をまさに証明する」と語っている。
1925年にウィーン音楽アカデミー理事に、1927年には院長に就任。健康の悪化に伴い、1937年初頭にアカデミー辞職を余儀なくされ、1939年にペルヒトルツドルフで他界した。
なお、同時代のフランスの作曲家フローラン・シュミットとの区別の必要から、両者ともに氏名を省略せずにカナ書きすることが通例である。これは、名前のイニシャルと姓だけ（F.シュミット）では両者の区別がつかないことによる。

## 評価
シュミットは、おおむね保守的な作曲家と見なされている。しかし、作品の多くに見られるリズム面での巧妙さや和声の複雑さが、これを裏切っている。シュミットは、モダニストたることなしにモダンな作品を書いており、一連の偉大なオーストリアやドイツの作曲家に対する敬意と、和声やオーケストレーションにおけるきわめて個性的な独創性とを結び付けている。
死後の評価は、誤って伝えられたナチズム協力の非難のために、長年にわたって好ましいものではなかったが、シュミットのユダヤ人の友人、同僚たち ― オスカー・アドラー (Oskar Adler) やハンス・ケラー (Hans Keller) ら ― により強力な反証が挙げられてきた。

## 作品
- 交響曲4曲 (1899, 1913, 1928, 1933)
- オペラ『ノートルダム』 (Notre Dame, 1904-1906)
- オペラ『フレディグンディス』 (Fredigundis, 1916-1921)
- ベートーヴェンの主題による2つの協奏的変奏曲 (1923)
- ハンガリー騎兵の歌による管弦楽のための変奏曲 (1930)
- ピアノ協奏曲 (1934)
- 2つの弦楽四重奏曲 (1925, 1929)
- ピアノ五重奏曲 (1926)
- 2つのクラリネット五重奏曲
- 2つの弦楽三重奏曲
- 左手のためのピアノ四重奏曲 (1932, 1938)
- オルガンのための前奏曲とフーガ ホ長調 (1924)
- オルガンのためのトッカータ ハ長調 (1927)
- 『ヨハネの黙示録』に作曲されたオラトリオ『7つの封印の書』 (Das Buch mit sieben Siegeln, 1935-1937)

## 関連文献
- Thomas Bernard Corfield - Franz Schmidt (1874-1939) - A Discussion of His Style With Particular Reference to the Four Symphonies and 'Das Buch mit sieben Siegeln (Garland Publishing, New York, 1989)
- Harold Truscott - The Music of Franz Schmidt - 1: The Orchestral Music (Toccata Press, London, 1984)